# Альберт ван Оуватер
Альбе́рт ван О́уватер (Aelbert van Ouwater, Albert van Ouwater, нар. бл. 1415, Аудеватер недалеко від Гауди (?) — пом. бл. 1475, Гарлем) — художник, що працював у Північних Нідерландах, один із перших представників раннього нідерландського живопису.

## Життєпис
Він, ймовірно, народився в Аудеватері, і згадується Карелом ван Мандером в «Книзі про художників» (1604), як шановний художник свого часу. Оуватер описується переважно як відомий майстер пейзажу. Крім пейзажів, він написав кілька релігійних полотен. Одне з них ідентифіковане завдяки опису в книзі ван Мандера — це «Воскресіння Лазаря», створене у 1450–1460 рр., яке нині зберігається у Берлінській картинній галереї. Досі воно є єдиною картиною, що впевнено атрибутується Оуватеру.

## Творчість
Про роки навчання художника нічого не відомо. Мистецтвознавці вважають, що Оуватер, проживаючи в південних Нідерландах, познайомився з творчістю Яна ван Ейка, Петрус Крістуса, Рогіра ван дер Вейдена і Дірка Баутса. Стилістичний аналіз «Воскресіння Лазаря» дає можливість припустити, що особливий вплив на його творчу манеру здійснив саме Дірк Баутс, чиї типізація фігур, рухові типи та вбрання персонажів дуже близькі цьому полотну. Оуватер був відмінним колористом, що володів дрібними нюансами колірної палітри та правилами побудови перспективи.

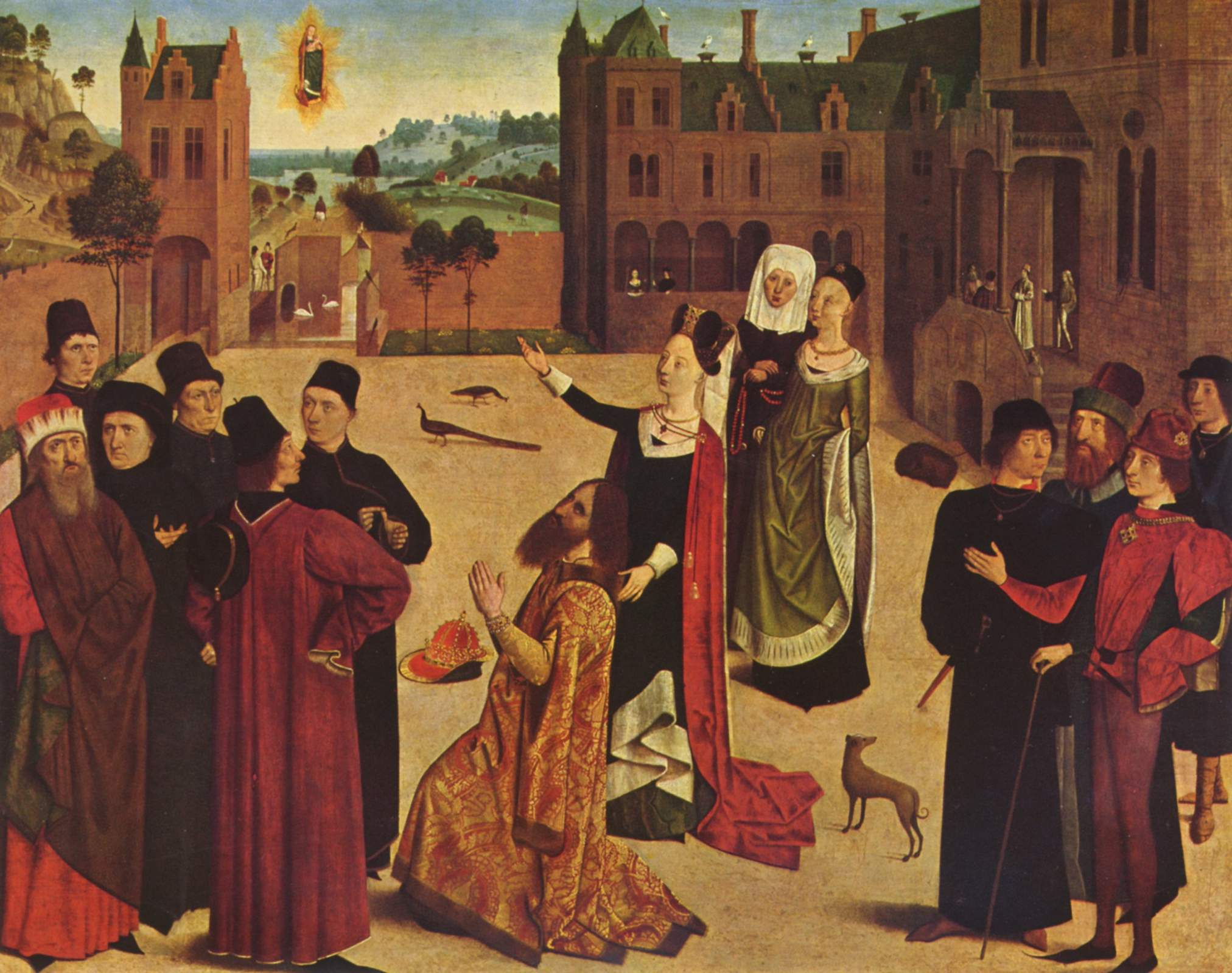
Майстер тибуртинської сивіли. Тибуртинська сивіла перед Августом. 1480–1485. Штеделівський художній інститут. Франкфурт-на-Майні

У мистецтвознавстві часто робилися спроби ідентифікувати Оуватера з іншими досі невідомими художниками. Оуватеру, наприклад, приписували авторство «Тибуртинської сивіли», пейзажні мініатюри з Туринського «Прекрасного часослова Діви Марії» герцога Беррійського і зображення святих. Всі ці спроби не знайшли загальної підтримки мистецтвознавців або були спростовані. Аналогічно закінчилися спроби приписати Оуватеру інші полотна на основі аналізу «Воскресіння Лазаря». Лише фрагмент зображення голови, що зберігається в Музеї Метрополітен в Нью-Йорку, виявляє схожість із берлінською картиною Оуватера.